# Epigomphus quadracies
Epigomphus quadracies – gatunek ważki z rodziny gadziogłówkowatych (Gomphidae). Występuje na terenie Ameryki Środkowej.